# Ей Ти енд Ти Център
„Ей Ти енд Ти Център“ е спорта зала, намираща се в град Сан Антонио, щата Тексас, САЩ. Съоржанието отваря врати на 18 октомври 2002 г. и е собственост на окръг Беър и Spurs Sports & Entertainment. Арената е дом на баскетболния отбор Сан Антонио Спърс, хокейния отбор „San Antonio Rampage“ и женския баскетболен отбор San „Antonio Stars“. Арената има капацитет до 19 000 зрители (при концерти).